# Guot wîp, ich bite dich minne

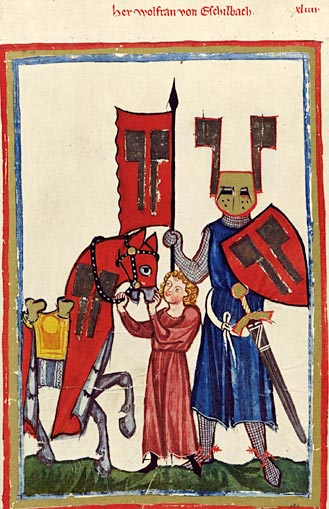
Wolfram von Eschenbach im Codex Manesse

Guot wîp, ich bite dich minne (Lachmann 9,4; Kraus, Hanemann, Leitzmann VIII; Wapnewski 8) ist ein Minnelied des mittelhochdeutschen Epikers und Lyrikers Wolfram von Eschenbach, das etwa um 1200 entstanden sein muss. Es ist überliefert im Codex Manesse und thematisiert vor dem Hintergrund der hohen minne das Werben des sprechenden Ichs um eine schöne Frau. Obwohl die Anstrengungen erfolglos sind, schöpft das sprechende Ich Freude und hohen muot, also seelisches Hochgefühl, aus seinem Bemühen. Das Lied ist somit aufgrund seiner Thematik und Motivik in den Kontext des typischen höfischen Minnesangs einzuordnen.

## Zusammenfassung

### Teil I – Bitte um Minne (Strophe 1–3)
In der ersten Strophe bittet das sprechende Ich das sprechende Du um Liebe, weil es die Liebe nicht einfordern kann. Es äußert die Hoffnung auf Liebeserfüllung und ist sich zugleich der Flüchtigkeit der Gunst seiner Geliebten bewusst.
Zudem fragt sich das sprechende Ich in der folgenden Strophe, wie es die Liebe des bisher unnahbaren sprechenden Dus gewinnen kann. Zur Untermalung der glühenden Liebe wird die Schönheit der Brust, die mit der eines prächtigen Falken verglichen wird, erwähnt. Der zum Küssen gemachte Mund und das Lächeln, das jede Not vertreibt, schließen die Beschreibung der Schönheit.
In der dritten Strophe wird die Dringlichkeit der Bitte noch einmal herausgestellt, indem die resultierende Freude, die das sprechende Ich durch die Erhörung erleben würde, und das bisher aufgrund der Zurückweisung und Nichterhörung erlittene Leid angeführt werden.

### Teil II – Beschreibung der Schönheit (Strophe 4–5)
In den Strophen vier und fünf beschreibt das sprechende Ich die außerordentliche Schönheit des sprechenden Dus. Die rosigen Wangen, ihr Blick, der rubinrote Mund und ihr Lächeln faszinieren das sprechende Ich so sehr, dass es die Schönheit der Geliebten sogar über die der Göttin Venus stellt. Erneut wird auch die schmerzlindernde Kraft ihres Lächelns betont. Zudem wird neben der körperlichen auch die geistige Perfektion angesprochen, da die Geliebte ohne Fehler und Unrechtmäßigkeiten ist. Die Dringlichkeit, die Geliebte zu gewinnen, und die starke Liebe zu ihr drückt das sprechende Ich durch die Vorstellung des Liebestodes aus.
Obwohl der zweite Teil bestimmt ist durch die Schwärmerei und Beschreibung der außerordentlichen Schönheit, findet auch eine Entwicklung statt. Die anfänglich starke Leidenschaft und Verzweiflung weicht der geistigen Erkenntnis, die jedoch noch immer stark von Gefühlen beeinflusst ist.
In der letzten Strophe betont das sprechende Ich daher die Dankbarkeit für das durch sie und insbesondere durch ihr Lächeln erfahrene Hochgefühl, den hohen muot.

## Auftraggeber und Publikum
Mittelalterliche Literatur wird auch als Auftragsliteratur bezeichnet, da vor allem Epen häufig für fürstliche Mäzene unter Verwendung von französischen Quellen geschrieben wurden, wie es zum Beispiel für den Willehalm von Wolfram von Eschenbach gilt. Auch für die Entstehung von Wolframs ersten Epos Parzival wird wegen der Nennung mehrerer fürstlicher Namen ein Gönnerkreis im fränkisch-bayerischen Raum vermutet, so wie es bei Heinrich von Veldeke und Rudolf von Ems der Fall war. Da Wolfram in seiner Selbstverteidigung des Parzival sein lyrisches Werk selbstsicher nennt, nimmt Joachim Bumke an, dass Wolfram „bereits als Minnesänger einen Namen hatte“, bevor er seine Epen schrieb. Ob es also Auftraggeber auch für die Minnelieder gab, kann man nur mutmaßen.
Auch die Hintergründe zum Vortrag sind ähnlich unsicher. Wie im Minnesang üblich, hat Wolfram seine Lieder für ein höfisches Publikum geschrieben, den „durch eine gemeinsame (Ritter-) Ideologie geeinte[n] weltliche[n] und geistliche[n] Adel, zu dem im 13. Jahrhundert zunehmend das städtische Patriziat treten konnte.“ Als Teil der höfischen Kultur wurden die Lieder vorgetragen, in einigen Fällen auch mit Instrumenten begleitet und dienten so der Unterhaltung. Der genaue Rahmen des Vortrags ist nicht überliefert.

## Analyse

### Formaler Aufbau

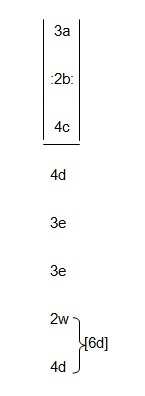
Tonschema des Liedes VIII von Wolfram von Eschenbach

Das Lied ist in Kanzonenform aufgebaut, besteht also aus einem Aufgesang und einem Abgesang. Der Aufgesang ist in zwei Stollen zu je drei Versen unterteilt, die zusammen einen verschränkten Reim (abc|abc) ergeben. Der Abgesang beinhaltet je nach Sichtweise einen umarmenden Reim mit zwei sich reimenden Innenversen (deed) oder mit einem zusätzlichen vom letzten Vers abgespaltenen isolierten Innenvers (deewd). Für alle Verse ergibt sich somit folgendes Tonschema, in dem beide Abgesangsvarianten dargestellt sind.
Die Ziffern bezeichnen die Hebungen im Vers. Die einzige Abweichung von diesem Schema ist in der Strophe IV in Vers 9 (daz ich von ir liebe enbrinne) zu erkennen. Er erscheint mit seinen vier statt drei Hebungen überfüllt, so dass als Lösung entweder die Elision von „liebe“ oder ein doppelter Auftakt vorgeschlagen wird.
Das Tonschema weist bereits auf eine eigenwillige Art hin, da Wolfram sich mit „neuen Techniken der Versfüllung, des Kadenzenbaus und der Reimreinheit“ von anderen Vertretern des Minnelieds abhebt. Die verwendeten Reime sind für den Minnesang ungewöhnlich, da Wolfram lediglich auf den Klangeffekt achtet und daher auch „konsonantisch ungenaue Reime“ und Reime mit Vokalen „verschiedener Qualität“ nutzt. Ein weiteres Merkmal sind die Enjambements, also die Weiterführung eines Satzes über das Versende hinaus, die in jeder Strophe zu finden sind. Des Weiteren fällt auf, dass oft elidiert werden muss, um die Form beizubehalten. Dies ist vor allem beim Auftakt der Fall. Hier wird eine Elision vorgenommen, damit die zweite Silbe jeweils den Auftakt bildet. Es entsteht somit der Eindruck, als hätte das Reimschema bestimmend auf die Sprachgestaltung gewirkt. Zudem sind alle Periodenschlüsse der Kadenzen stumpf, also betont, und die Periodentaktzahl, d. h. die Anzahl der Hebungen und Senkungen in einem Vers, ist jeweils gerade.
Das Tonschema scheint zentral für die Sprache zu sein. Es wird nahezu durchgehend eingehalten und wirkt trotzdem durch seine Umsetzung individuell und auffällig.

### Lexik und Syntax
Wie die Form sind auch Lexik und Syntax des Liedes, wie für Wolfram typisch, sehr eigenwillig. Olive Sayce fasst es folgendermaßen zusammen: „Alles in allem eine höchst individuelle Syntax, in vieler Hinsicht für den Minnesang uncharakteristisch, die sich bald dem metrischen Schema harmonisch anpaßt, ihm bald entgegenläuft. Durch das starke verbale Element, die vielen konzentrierten Wendungen und die Abweichungen von der Norm erzielt sie Dynamik, Knappheit und Prägnanz.“
Die Positionierung und der Einsatz der Wörter erfolgen sehr frei. Trotz Einpassung in das Reimschema ist die Sprache der gesprochenen Sprache sehr nahe. Bumke begründet diese Annahme dadurch, dass Konjunktionen oftmals ausgelassen werden, Numerus und Modus nicht immer übereinstimmen und Parenthesen (Einschübe), Ellipsen (Auslassungen), Anakoluthe (Satzbrüche) und Konstruktionen apo koinou (Wort ist semantisch und grammatisch gefordert, fehlt aber) vorhanden sind. Die so entstehenden Brüche und zum Teil sogar Inkongruenzen haben zwar eine „irritierende Wirkung“, überraschen jedoch auch im positiven Sinne, indem sie die Konstruiertheit des Liedes auflockern. Dies wird auch durch die häufige Verwendung von Pronomen, dem vorangestellten Nominativ, substantivierte Infinitive, verneinte Ausdrücke, Relativsätze ohne einleitende Pronomen und präpositionale Ausdrücke erwirkt. Wolfram grenzt sich so von den lateinisch gebildeten Dichtern ab und entwickelt eine originelle eigenständige Art des Schreibens.
In Bezug auf die Form fällt auf, dass Aufgesang und Abgesang syntaktisch immer getrennt sind, d. h. keine Enjambements vorhanden sind. Bis auf in Strophe IV ist auch inhaltlich immer eine Abgrenzung vorhanden. Auch innerhalb der Strophen sind vor allem in den ersten dreien jeweils nur vier Ruhepunkte gesetzt, die ein fließendes Lesen ermöglichen. Die Strophen vier und fünf beinhalten hingegen sehr viele, so dass das Lesen eher stockend erscheint. Olive Sayce bezeichnet dies eher als den Stil von Morungen oder Reinmar.
Die Gegner der Echtheit des Liedes sehen hier durch den starken Bruch zwischen den ersten drei und den letzten drei Strophen einen Beweis für die Imitation Wolframs. Die Minderwertigkeit des letzten Teils wird auch in Bezug auf die Lexik angeklagt. Dieser zeichnet sich laut Kraus durch „imitierende Verwendung von Bildern und Formeln, Monotonie der Aussagen, die ‚ungeordnete Flucht der Gedanken‘, die von ‚Wolframs Art nicht meilenweit, sondern astronomische Lichtjahre entfernt‘ ist“, aus. Der erste Teil enthält auch die Bilder, die außergewöhnlich erscheinen. „Wilder danne ein tier“ (Strophe I, Vers 7) und „dîn munt ist ûf den kus gestalt“ (Strophe II, Vers 7) bezeichnet Carl von Kraus als „kühne Bilder.“ In Strophe II, Vers 1 („Du treist sô vestez herze“) und Strophe II, Vers 3 („ob mîner vröide stêt gezilt“) sieht er „geschraubte Wendungen“. Ebenfalls bemerkenswert sind die Bilder in Strophe II, Vers 4–6 („ein mûzervalke, ein terze, dem mac brust nicht baz danne dir diu dîne stên“) und Strophe IV, Vers 10–11 („an der stat bin ich von der süezen wunt“), auf die im Abschnitt Humor noch näher eingegangen wird. Auch der Vergleich der Geliebten mit der Göttin Venus im zweiten Teil ist ungewöhnlich, da hier eine ganz neue Ebene, nämlich die der Mythologie, aufgemacht wird. Dieses würde wieder für einen zusammengehörigen Teil sprechen.
Wolfram zeichnet sich also wie in diesen Beispielen durch die „unverwechselbare, ungebärdige und nahezu exotische Originalität seines Dichtens“ aus. Da diese im Wechsel mit gewöhnlichen Bildern und Beschreibungen stehen, werden die gewöhnlichen Stellen ebenso betont. Wapnewski nennt dies die „Originalität des Unoriginellen.“

### Motivik
Die Motivik des Liedes ist weniger ausgefallen als Form, Syntax und Lexik. Wolfram nutzt hier „in konventioneller Weise Motive des höfischen Minnesangs.“ Das Motiv der Schönheit taucht auf unterschiedliche Weise auf, wobei jeweils mit „standardisierten Formen, Bildern, Metaphern und Topoi“ gearbeitet wird. Die Schönheit der Frau wird dabei durch die Beschreibung ausgewählter Körperteile betont. Krüger nennt dieses Vorgehen pars pro toto, also ein Teil wird für das Ganze genommen. Die häufigsten dafür verwendeten Körperteile sind dabei der Mund und die Augen, da das Gesicht den Seelenzustand widerspiegeln soll („swem si von herzen lachet, des sorge ist tôt“, Strophe V, Vers 4f). Auch in Guot wîp, ich bite dich minne wird die Schönheit vor allem an den Augen und am Mund festgemacht. Die Wirkung auf das sprechende Ich ist sehr dynamisch („sie dringent in mîns herzen grunt. So entzündet mich ir minne“ Strophe IV, Vers 7f). Das Wortfeld ist somit aktiv und belebend, im Mittelpunkt steht das, was der Mann erlebt und fühlt.
Das Augenmotiv wird auf zweierlei Weise aufgegriffen. Das Erblicken der Geliebten bewirkt das Glänzen der Augen des Liebenden („sist mîn spilnder ougen schîn“ Strophe V Vers 6). Die Augen sind also auch beim Mann der Spiegel der Gefühle. Zum anderen dankt das sprechende Ich seinen Augen für das Erblicken des sprechenden Dus und so überhaupt für die Ermöglichung der Liebe. Die Augen stehen hier also für das Medium, also für eine Art Vermittlungsinstanz. Gleichzeitig betont dies die Fixierung auf die Äußerlichkeit in der hohen minne. Dieses beweist einmal mehr, dass die höfische Liebe eine ästhetische ist.
Auch der Mund zeichnet sich im Lied durch zwei verschiedene Eigenschaften aus. Zum einen wird mit dem Mund geküsst und das sprechende Ich beschreibt den Mund der Geliebten als zum Küssen gemacht („dîn munt ist ûf den kus gestalt“ Strophe II, Vers 7), zum anderen bietet der Mund allein auch ohne die Stimme Kommunikationsmöglichkeiten („lachelîchez grüezen“ Strophe II, Vers 8). Dies wird in Strophe V nochmals aufgegriffen („swem si von herzen lachet, des sorge ist tôt“ Vers 4f). Hier hat das Anlachen von Herzen, das gleichzeitig auch Zuneigung zeigt, eine von Sorgen befreiende Wirkung. Das Lachen bewirkt also die Erhöhung des hohen muotes des sprechenden Ichs. Neben den beiden zentralen Motiven Augen und Mund werden jedoch auch noch die Brust und die Wangen als besonders schön betont (Strophe II, Vers 4f und Strophe IV, Vers 1–3).

### Humor
In seinen Epen zeigt Wolfram die „Lust an skurrilen Vergleichen, komischen Situationsschilderungen usw. allenthalben und vorbehaltlos Humor.“
Trotz des Themas der zurückgewiesenen Liebe ist auch in der Lyrik diese Stileigenheit wiederzufinden. Zwei Textstellen in Guot wîp, ich bite dich minne sind auf eine humorvoll-ironische Art verfasst. In Strophe II, Vers 4ff vergleicht das sprechende Ich die Brust der Geliebten mit der eines schönen Falken („ein mûzervalke, ein terze, dem mac brust niht baz danne die diu dîne stên“), was ähnlich wie die syntaktischen Brüche eine auflockernde Wirkung hat. Diese zeigt sich auch in Strophe IV, Vers 10f („und an der stat bin ich von der süezen wunt“), in der der Vortragende eine „gegebenenfalls melodramatisch akzentuierbare Geste“ machen könnte.

## Interpretation

### Interpretation Teil I – Bitte um Minne (Strophe 1–3)
Der erste Teil des Liedes ist bestimmt durch die Bitte um Minne, die Verzweiflung des sprechenden Ichs und die Härte der schönen Geliebten. Die Geliebte wird vom sprechenden Ich direkt angeredet, so dass ein dynamischer Eindruck entsteht.
Bereits im ersten Vers und damit dem Teil, den wir heute als Titel des Liedes bezeichnen, kommt die Vorstellung des guot wîp auf, die in sich Abwandlungen durch das ganze Lied hindurch zieht. Insbesondere durch die Nennung am Anfang (Strophe I, Vers 1) und Ende (Ende Strophe VI) bildet sich eine Einheit. Der Leitbegriff des guoten wîps wird auch in den Liedern VI (Ein wîp mac wol erlouben mir) und VII (Ursprinc bluomen, loup ûzdringen) genutzt. Diese Betonung des Wortes wîp kann vor dem Hintergrund der Reinmar-Walther-Fehde gesehen werden. Der Begriff wîp wird von Walther über die mit all ihren Eigenschaften von Reinmar verwendete Bezeichnung frouwe gestellt. Wîp enthält anders als frouwe keine ständische Zuordnung und betont, „daß in der Minne Verwirklichung und nicht Anspruch zählen soll.“
Diese Annahme wird durch die Selbstverteidigung im Parzival gestützt.
Durch die Litotes „ein teil“ (Strophe I, Vers 2) wird zum einen die Macht des sprechenden Ichs zugunsten der Geliebten eingeschränkt, zum anderen aber auch der Grund für die Bitte genannt: ich bitte dich deshalb, weil ich dir die Liebe nicht befehlen kann. Die Liebe wird in der Paronomasie „gelebe – lieben“ (Strophe I, Vers 6) aufgegriffen. Liebe und erleben werden durch das Wortspiel verbunden und herausgestellt. Durch den Vergleich „wilder danne ein tier“ (Strophe I, Vers7) wird die Flüchtigkeit der Liebe, die ebenso schnell vergehen kann wie ein Reh schnell ist, betont. Die Liebe kann nur durch die Gunst und Liebe der Geliebten entstehen, die im Lied durch „dîn helfe“ ausgedrückt wird. Hier liegt ein pars pro toto vor, denn die Hilfe allein reicht für die Liebe nicht aus. Mit dem Ausruf „wie sol der sîte an dir zergên?“ (Strophe II, Vers 3) wird die Ratlosigkeit über die Abweisung und die Frage, wie sie abzuwenden ist, geäußert.
Nun wendet das sprechende Ich sich wieder der Schönheit der Geliebten zu und vergleicht ihre Brust mit der eines schönen jungen Falken (Strophe II, Vers 4ff). Der Falke wird zudem durch die Wortvariation mûzervalke- terze herausgehoben. Als mittelalterliches Symbol für die minne ist der Vergleich schmeichelnd. Zudem ist die Falkenthematik bereits aus Wolframs Lied VI (Ein wîp mac wol erlouben mir) bekannt. Auch das Oxymoron gesüezen- sûre (Strophe II, Vers 9f) stellt ein Kompliment dar, da allein ein Lächeln der Geliebten reicht, um das sprechende Ich alle Sorgen vergessen zu lassen. Das Schlechte wird so zum Guten. Das sprechende Ich kommt nun zurück zu ihrer Abweisung seiner Bitten. Durch den bildlichen Vergleich, dass sie durch ihre strikte Zurückweisung der minne härter sei als Gestein (Hyperbel, Strophe II Zeile 8ff), wird die schwierige Position des sprechenden Ichs deutlich. Seine Stimmung betont er durch die Litotes „alze selten“ (Strophe III, Zeile 7).
Es bleibt somit ein Eindruck der Verzweiflung, die jedoch noch nicht in Hoffnungslosigkeit umgeschlagen ist.

### Interpretation Teil II – Beschreibung der Schönheit (Strophe 4–5)
Der zweite Teil ist bestimmt durch die Beschreibung der Schönheit der Frau und der Faszination des sprechenden Ichs. Die Geliebte wird anders als im ersten Teil nicht direkt angesprochen, da das sprechende Ich in der dritten Person von ihr redet. Die Strophe IV bis VI werden von vielen Forschern als minderwertiger angesehen und oft einem Nachahmer zugesprochen.
Die drei Strophen sind inhaltlich stark verbunden und zeigen die Entwicklung des sprechenden Ichs. In Strophe IV wird die Geliebte eher oberflächlich betrachtet, ihre Schönheit betont und die Faszination geäußert. Die brennende Liebe und das verwundete Herz sind Bilder für die Folgen der Minne. In einem kurzen Nebensatz äußert das sprechende Ich jedoch auch die geistige Perfektion der Geliebten (Strophe IV, Vers 5). Die folgende Strophe ist weniger leidenschaftlich geschrieben und das Motiv der Not- bzw. Schmerzheilung durch ihr Lachen (Vgl. Strophe II) wird aufgegriffen.
Mit der „Vorstellung des Liebestodes“ (Strophe V, Vers 8) wird ein typisches Merkmal des Minnesangs aufgegriffen. Diese Tatsache und der metaphorische Gebrauch schwächen die Vorstellung ab. Sie wird genutzt, um die Dringlichkeit und starke Liebe zu verdeutlichen. Durch den Vergleich der Geliebten mit der Venus (Strophe V Zeile 9) wird eine mythologische Bedeutungsebene geöffnet, die einmalig bei Wolfram vorkommt. Da er aber im Parzival von der Mythologie Veldekes inspiriert arbeitete, könnte das auch hier der Fall sein.
In der sechsten Strophe ist die Entwicklung vollständig. Die Gefühlsäußerungen des sprechenden Ichs erscheinen gebändigt und der Schmerz und die Verzweiflung über die Zurückweisung (Vgl. Teil I) weichen der Freude. Das sprechende Ich ist froh, seine Geliebte überhaupt zu kennen und betont, dass er aus der Liebe und ihrem Lachen Freude und Hochgefühl, also hohen muot, schöpft. Besonders gut abzulesen ist diese Entwicklung an der Beschreibung ihres Mundes und Lächelns, da diese von der erotisierten Vorstellung des Küssens zur „liebenswürdige[n] Verbindlichkeit des geselligen Lebens“ verändert wird. Auch im Augenmotiv ist die Entwicklung abzulesen. In der vierten Strophe bringt der Blick als Ursache für die Liebe noch „nôt“, in der folgenden Strophe wird mit dem Auge das Erkennen der Schönheit assoziiert und in der letzten Strophe dem Blick bzw. Erblicken Dankbarkeit entgegengebracht. Es findet eine Entwicklung vom körperlichen zum geistigen Erkennen statt.
Verbunden sind die beiden Teile somit durch die Thematik der Schönheit, die durch das Mundmotiv explizit aufgegriffen wird. Zudem ist die Beschreibung der Gefühle durchweg dynamisch. Dies wird erwirkt, indem die Partizipien und Infinitive zumeist ans Versende gesetzt werden (Beispiele „entwenken“ Strophe I, Vers 8 oder „gemachen“ Strophe VI, Vers 9). Außerdem werden Infinitive substantiviert („lachelîchez grüezen“ Strophe II, Vers 8 oder „minnelîchez lachen“ Strophe VI, Vers 8) und Nomen genutzt, die eine Handlung in sich tragen („gewinne“ Strophe I, Vers 4 oder „danc“ Strophe VI, Vers 2). Auch generell statische Vorgänge werden durch Einbindung in Bildern und Vergleichen dynamischer („Ir wengel wol gesetellet“ Strophe IV, Vers 1 oder „dir diu dîne stên“ Strophe II, Vers 6). Zudem wird die bereits erläuterte „guot wîp“-Thematik auch im zweiten Teil noch weitergeführt.
Je nach Sichtweise kann also eine klare Trennung zwischen den Teilen gezogen werden. Ebenso existieren Theorien darüber, dass das Minnelied als eine Minneschelte fungiert und daher eher parodistisch gemeint ist.

### Einordnung in die Gattung des Minneliedes
Die Lyrik Wolframs von Eschenbach ist in die vierte von insgesamt sechs Phasen des Minnesangs einzuordnen. Es handelt sich hier um den Höhepunkt und dessen Überwindung und bezieht sich auf den Zeitraum von ca. 1190–1210. Neben Wolfram ist Walther von der Vogelweide der berühmteste Vertreter dieser Phase. Kennzeichnend sind zudem der Stauferhof und der Thüringische Hof als literarische Hochburgen.
Das Minnelied ist eine Gattung des Minnesangs. Charakteristisch für das Minnelied, das auch als Werbelied bezeichnet wird, ist eine direkte Anrede an die Frau, wie es in Guot wîp, ich bite dich minne zumindest im ersten Teil zu finden ist. Es zeichnet sich durch die Bitte um Erwiderung aus, was im vorliegenden Lied bereits durch den Titel deutlich wird. Zudem schwört das sprechende Ich seine Liebe und nennt die möglichen Konsequenzen aus der Zurückweisung, im vorliegenden Fall Unglück und, zumindest metaphorisch gemeint, der Tod. Auch im vorliegenden Lied kann beobachtet werden, wie sich „die je eigentümliche Aussage des individuellen Autors in gesellschaftlich sanktionierte Sprachformeln gießen lässt.“
Ausgehend von diesem Muster kann auf das Konzept der hohen minne, das auch explizit von den Minnesängern geäußert wird, geschlossen werden. Minnelieder richten sich somit nach folgender Beschreibung der hohen minne: „Der vorgebrachte Klage-Anlaß, das Fernsein von der Geliebten, erweist sich als Scheingrund, denn sie war ihm stets- auch wenn er ihr nahe war- feindselig gesinnt […]. Bezeichnend ist nun, daß ihn nicht nur seine staete (Beständigkeit) daran hindert, daraus befreiende Konsequenzen zu ziehen, sondern daß er sich diese widersprüchliche Haltung als Verdienst anrechnet und paradoxerweise sogar eine Befriedigung darin sieht, daß er ir ie was undertân.“ Diesem Muster folgt auch Wolframs Minnelied. Das sprechende Ich beklagt die Zurückweisung der Frau und nimmt sie als eine Art Bewährungsprobe hin. Diese Verhaltensweise folgt der mittelalterlichen Annahme, dass minne „lieb unde leit“ umfasst. Trotzdem hat das sprechende Ich weiterhin Hoffnung und zieht am Ende des Liedes ein positives Fazit – das der Erringung hohen muotes. Das sprechende Ich ist mit „Leitbegriffen wie triuwe [Treue], staete [Beständigkeit] und mâze [sittliche Mäßigung]“ konfrontiert. Aus diesem Grund wird die hohe minne auch als Dienstminne und Bewährungsminne bezeichnet. Das „hohe“ bezieht sich also auf zwei Momente, nämlich die Stellung der Frau und das entstehende Hochgefühl.
Wichtig ist jedoch, dass weder der Autor oder Sänger mit dem sprechenden Ich gleichzusetzen sind, noch die Inhalte die reale Welt repräsentieren. Wolfram drückt also nicht seine eigenen Gefühle aus und ist nicht das sprechende Ich. Schweikle schlussfolgert daher: „Kann eine geheime, zudem verbotene Liebeswerbung, öffentlich besungen, etwas anderes sein als ein literarisches Motiv?“
Auch die Geliebte ist nicht zwingend als reale Person einzuordnen, sondern sollte vielmehr als Stellvertreterin der Weiblichkeit aufgefasst werden. Die Frau repräsentiert das Idealbild und steht für das Ziel, nämlich das der Erringung des hohen muotes.

## Echtheitsfrage
In der Forschung wird darüber diskutiert, inwiefern Guot wîp, ich bite dich minne Wolfram zugeordnet werden kann. Aufgrund der stilistischen und inhaltlichen Unterschiede, die das Lied in zwei Teile auftrennen, ist der Großteil der Forscher davon überzeugt, dass es sich bei dem Lied in der vorliegenden Form nicht um ein Werk Wolframs handelt. Zudem ist kein anderes Lied Wolframs in so großer Strophenzahl überliefert. Uneinigkeit herrscht lediglich darüber, ob die ersten drei Strophen Wolfram zugesprochen werden und der zweite Teil von einem Nachahmer geschrieben wurde, oder ob das Lied insgesamt unecht ist. Kraus begründet die Unechtheit des zweiten Teils durch die „imitierende Verwendung von Bildern und Formeln, Monotonie der Aussagen, die ‚ungeordnete Flucht der Gedanken‘, die von ‚Wolframs Art nicht meilenweit, sondern astronomische Lichtjahre entfernt‘ ist.“ Der erste Teil trifft also eher die erwähnte Art, die sich durch die „unverwechselbare, ungebärdige und nahezu exotische Originalität seines Dichtens“ oder die „Originalität des Unoriginellen“ auszeichnet.
Karl Lachmann bereute sogar die Aufnahme in seine Ausgabe, indem er schreibt, dass das Lied „aus meiner sammlung besser [hätte] wegbleiben können“.
Lediglich Roswitha Wisniewski plädiert für den Zusammenhang der zwei Teile und damit für die Echtheit des ganzen Liedes. Dies begründet sie zum einen mit der durchgehenden Schönheitsmotivik und der Dynamik und zum anderen durch das Bild des „guot wîp“, das auch im als echt geltenden Lied VI (Ursprinc bluomen) von Wolfram erscheint. Der Zerfall des Liedes in zwei Teile ist für sie ein „kunstvolles Darstellungsmittel“.
Da sich für alle Seiten Argumente finden lassen, kann über die Echtheit nicht entschieden werden, da eine „letztendliche Sicherheit darüber, ob ein Text T von Autor A oder B oder C stammt, nicht zu gewinnen ist, weil wir beim Entstehen des Textes nicht dabei waren; nur das allein würde hier ‚Sicherheit‘ bedeuten.“ Obwohl keine genaue Antwort zu finden ist, hängt gerade von der Echtheitsfrage oft die Stilanalyse und Interpretation ab, da je nach Auffassung die beiden Teile einzeln und mit klarer Abwertung des zweiten Teils oder beide Teile zusammenhängend bearbeitet werden.

## Rezeptionsgeschichte

### Einordnung in das Werk Wolframs
Wolfram von Eschenbach ist vor allem für seine fünf Tagelieder und seine höfischen Romane Parzival, Willehalm und Titurel bekannt. Die insgesamt vier Minnelieder werden weniger stark beachtet, da sie im Vergleich zu seinem späteren literarischen Schaffen und vor allem den Tageliedern weniger innovativ und originell sind und trotz bereits stark ausgeprägter Stileigenheiten typische Vertreter für die Gattung des Minnelieds darstellen. „Daß Wolfram anfangs gewöhnliche minnelieder gedichtet hat, ehe er die tagelieder schuf, ist nicht zu bezweifeln. Denn fast stets erscheint auch der größte meister zunächst als schüler, da genie ohne erziehung unkunst bleibt.“
Die Minnelieder stehen also am Anfang Wolframs literarischer Laufbahn und werden als eine Art Einstieg angesehen, der vor allem die Entstehung der Tagelieder als Innovation erst möglich machte.
Wolframs Minnelieder und Tagelieder unterscheiden sich somit im Stil. Die Tagelieder sind eher novellistisch und dem Epos näher, während die Minnelieder sich trotz ausgefallenen Bildern und Vergleichen dem typischen Minnesang annähern.
Doch nicht nur der Stil, sondern auch die eigene selbstbewusste Erwähnung seines Status als bekannter Minnesänger in der Selbstverteidigung des Parzival lassen darauf schließen, dass die Minnelieder den Einstieg in die Autorschaft bilden. Der Parzival ist also nach den Minneliedern entstanden und wird aufgrund der Erwähnung des militärischen Angriffs durch König Philipp von Schwaben auf Thüringen 1203 auf das erste Jahrzehnt des 13. Jahrhunderts datiert. Sicher ist auch, dass der Parzival älter ist als der Willehalm, da Wolfram den Parzival dort erwähnt („swaz ich von Parzivâl gesprach, 4,20“). Der Titurel greift Namen aus dem Willehalm auf und ist daher als letztes Werk Wolframs bestimmt.
Die Minnelieder können also nicht genau datiert werden, sondern nur in Abgrenzung zum Titurel in etwa zeitlich eingeordnet werden.

### Überlieferung
Guot wîp, ich bite dich minne ist lediglich in einer Handschrift überliefert. Es handelt sich hierbei um den Codex Manesse, der „wahrscheinlich im Auftrag des Züricher Patriziergeschlechts Manesse“ erstellt wurde. Die Handschrift, die in der Germanistik mit der Sigle C belegt wird, behandelt etwa den Zeitraum 1150/60–1300, so dass auch Wolframs Minnelied in diese Schaffenszeit eingeordnet wird. Es ist als vorletztes von den neun Liedern Wolframs von Strophe 18 bis 21¹ überliefert, weswegen auch die Sigle VIII genutzt wird.
Über den Vortrag selbst als ein Lied oder Leselyrik, über mögliche Instrumentalbegleitung oder Mehrstimmigkeit ist nichts überliefert. Vermutlich wurde das Lied also gesungen vorgetragen, zunächst vom Autor selbst und später von Nachsängern. Davon ist generell allerdings die schriftliche Tradierung zu trennen, die durch Notizen außerhalb der Vortragsszene stattfand. Dafür sprechen die Sorgfalt der Schreiber, die Überlieferung der Autorennamen, die Ähnlichkeit zwischen Schriftstücken von 1200 und 1300 und einige Miniaturen im Codex Manesse, die die Sänger mit Schriftrollen zeigen.
Wegweisende Editionen sind die Ausgaben von Karl Lachmann, Albert Leitzmann, Carl von Kraus, Wolfgang Mohr und Peter Wapnewski sowie Hugo Mosers und Helmut Tervoorens Ausgabe von Des Minnesangs Frühling.

### Rezeption
Wolfram von Eschenbach war bereits während seiner Schaffenszeit ein berühmter Lyriker. Dieses wird durch ihn selbst in der Selbstverteidigung im Parzival belegt, aber auch beispielsweise durch Wirnt von Grafenberg bestätigt: „Herr Wolfram von Eschenbach, ein weiser Mann. In seinem Herzen ist aller Kunstsinn beschlossen; niemals hat ein Laie [ein Illiterat] besser gedichtet.“
Ähnlich wie Neidhart hatte Wolfram großen Einfluss auf die Dichter seiner Zeit und auf die ihm folgende Lyrik und Epik. Insbesondere die höfischen Romane Parzival, Titurel und Willehalm machten Wolfram zu einem der bekanntesten Epiker. Vor allem die beiden letztgenannten Schriften sind so häufig überliefert, dass Wolfram als der am häufigsten überlieferte Dichter gilt. Aus diesem Grund war der Einfluss auf die folgenden Dichtergenerationen sehr stark. Die Nachahmer gelangten zu so großer Perfektion, dass mit dem jüngeren Titurel lange Zeit eine Nachdichtung als ein Werk Wolframs angesehen wurde.
Doch auch als Minnesänger und vor allem mit seinen Tageliedern hatte Wolfram großen Einfluss auch noch auf die spätere Lyrik. Als „Mitbegründer ihrer Kunst“ wurde Wolfram von den Meistersingern „in die Reihe der ‚zwölf alten Meister‘ aufgenommen.“ Obwohl Wolfram „in konventioneller Weise Motive des höfischen Minnesangs“ verarbeitete, machten seine Stileigenheiten ihn zum großen Lyriker. Doch gerade die konventionellen Minnesänger brachten einen „Gewinn an Kultur und Humanität, zumal, wenn, ein rauhes und kriegerisches Geschlecht sich dieser Kunstübung ergibt.“ Ob Wolfram einer der erwähnten Ritter war, ist trotz Hinweise in seinen Epen und der Miniatur des Codex Manesse nicht sicher, was der Überbringung der Ideologie der „wahren Kunst“ jedoch keinen Abbruch tut.
Wolfram galt und gilt also als einer der größten Sänger, gelangte jedoch als Epiker zu noch größerem Ruhm.

### Textausgabe
- Hugo Moser, Helmut Tervooren, Carl von Kraus: Des Minnesangs Frühling. 38. erneut rev. Auflage. Hirzel, Stuttgart 1988, ISBN 3-7776-0448-8 (3 Bde.).[67]
- Peter Wapnewski: Die Lyrik Wolframs von Eschenbach. Edition, Kommentar, Interpretation. Beck, München 1972, ISBN 3-406-03409-8.

### Sekundärliteratur
- Thomas Bein: Athetesen und Argumentationen. In: Rüdiger Krohn (Hrsg.): „Dâ hoeret ouch geloube zuo“. Überlieferungs- und Echtheitsfragen zum Minnesang. Beiträge zum Festkolloquium für Günther Schweikle anläßlich seines 65. Geburtstags. Hirzel, Stuttgart 1995, S. 9–26, ISBN 3-7776-0606-5.
- Horst Brunner et al.: Walther von der Vogelweide. Epoche, Werk, Wirkung (Arbeitsbücher der Literaturgeschichte). 2. Aufl. Beck, München 2009, ISBN 978-3-406-39779-0.
- Joachim Bumke: Wolfram von Eschenbach (Sammlung Metzler; Bd. 36). 8. Aufl. Metzler, Stuttgart 2004, ISBN 3-476-18036-0.
- Manfred Eikelmann: Denkformen im Minnesang. Untersuchungen zu Aufbau, Erkenntnisleistung und Anwendungsgeschichte konditionaler Strukturmuster des Minnesangs bis um 1300. Niemeyer, Tübingen 1988, ISBN 3-484-15054-8 (zugl. Dissertation, Universität Münster 1985).
- Lotte Hanemann: Die Lieder Wolframs von Eschenbach. Dissertation, Universität Hamburg 1949.
- Carl von Kraus (Hrsg.): Deutsche Liederdichter des 13. Jahrhunderts, Bd. 2: Kommentar. De Gruyter, Berlin 2010, ISBN 3-484-10326-4 (Nachdr. d. Ausg. Tübingen 1978).
- Rüdiger Krüger: Puella bella. Die Beschreibung der schönen Frau in der Minnelyrik des 12. und 13. Jahrhunderts (Helfant-Texte; Bd. 6). Helfant edition, Stuttgart 1986, ISBN 3-929030-06-3.
- Olive Sayce: Die Syntax der Lieder Wolframs. In: Kurt Gärtner (Hrsg.): Studien zu Wolfram von Eschenbach. Festschrift für Werner Schröder zum 75. Geburtstag. Niemeyer, Tübingen 1989, ISBN 3-484-10627-1.
- Günther Schweikle: Humor und Ironie im Minnesang. In: Werner Schröder (Hrsg.): Wolfram-Studien, Bd. 7. Schmidt, Berlin 1982, S. 55–74, ISBN 3-503-01690-2.
- Günther Schweikle: Minnesang (Sammlung Metzler; Bd. 244). Metzler, Stuttgart 1989, ISBN 3-476-10244-0.
- Günther Schweikle: Minnesang in neuer Sicht. Metzler, Stuttgart 1994, ISBN 3-476-00981-5.
- Eva Willms: Liebesleid und Sangeslust. Untersuchungen zur deutschen Liebeslyrik des späten 12. und frühen 13. Jahrhunderts. Artemis Verlag, München 1990, ISBN 3-7608-3394-2 (zugl. Habilitationsschrift, Universität Göttingen 1990).
- Roswitha Wisniewski: Stil und Gehalt der (unechten?) Wolframlieder VII und IX. In: Uta Schwab, Elfriede Stutz (Hrsg.): Philologische Studien. Gedenkschrift für Richard Kienast (Germanistische Bibliothek). Winter, Heidelberg 1978, S. 41–53, ISBN 3-533-02772-4.